# Горњосаксонски дијалект
Горњосаксонски дијалекат је део групе тириншко-горњосаксонских дијалеката, која заузврат припада источно-средњенемачком. Говори се у Саксонији, југоисточној Саксонији-Анхалт и – у зависности од индивидуалног језичког критеријума – мањим или већим деловима источне Тирингије, а раније и у суседном делу Чешке на коме се говори немачки.
Горњосаксонски се граничи са тириншким, источнофалским, северногорњосаксоном-јужномарским, шлеским, севернобаварским и источнофраначким дијалектом.
Идиом који се колоквијално назива саксонским обично не значи дијалект, већ региолект Саксоније.
Стандардни немачки је у великој мери заснован на горњосаксонском, посебно у свом лексикону и граматици. То је због тога што се користио као основа за рани развој стандардизације немачког током раних 1500-их, укључујући превод Библије Мартина Лутера. Традиционални језик у Хановеру је био остфалски дијалекат нисконемачког језика, чији је изговор стандардног немачког постао норма. Пошто је на крају одабран остфалски дијалекат нисконемачког језика, као норма за читање, дошло је до тога да су у стандардни немачки ушле речи из нисконемачког, што је један од разлога зашто се у стандардном немачком није у потпуности десила замена сугласника у високонемачком.

## Језички простор
Горњосаксонски формира недоследан лингвистички пејзаж. Структура основних дијалеката изнесена у следећем пасусу заснована је на фонолошким и морфолошким подацима с краја 19. и прве половине, као и средине 20. века, онај у последњем пасусу заснован је на процени 66 варијабли. из Венкерових реченица из друге половине 19. века .
Главна област горњосаксоније је мајсенски дијалекат, у чијој области се налази и Дрезден и која се протеже од Борне на западу до Пирне на истоку. На северозападу се налази остерлански, који такође укључује Лајпциг и протеже се од Гриме на југу до Битерфелда на северу. Горњосаксонско-шлески прелазни дијалекти на истоку укључују Горњу Лужицу и, све док становништво немачког говорног подручја није протерано 1945. године, накнадно погранично подручје Бохемије; Све у свему, међутим, они већ имају снажну шлеску оријентацију. Горњосаксонско-тириншки прелазни дијалекти на западу већ су на тлу Тиринга и простиру се од Алтенбурга до (у зависности од критеријума) Јене и Ерфурта. Дијалекти Вогтланда и Ерзгебиргеа који се говоре у југозападној Саксонији (у чијем се најсевернијем делу налази град Кемниц) формирају прелазне дијалекте ка источнофранкуском и стога такође имају карактеристике које се приписују горњонемачком, као и немачко-бохемски дијалекти који једном праћено; Они стога нису увек укључени у Горњу Саксонију. Коначно, северно-горњосаксонски, који се говори на северу од Торгауа до Котбуса, има доњонемачко порекло и стога се не рачуна увек као горњосаксонски.
Дијалектометријски подаци, који узимају у обзир даље лингвистичке критеријуме и тиме појединачним подацима дају другачију тежину, делимично потврђују ову слику, при чему су Вогтланд и Ерзгебирге на југозападу Горње Саксоније и север Горње Саксоније на северу такође као независни дијалекатски пејзажи („Јужни -источно-средњенемачки" и "североисточно-средњенемачки") постају видљиви. Мајсенски се, с друге стране, дистрибуира између западног „источно-источног-средњонемачког” и источног „средњоисточног-средњонемачког” и такође има део у „југоисточном централном немачком”, а остерландски језик је распоређен између „средњоисточно-средњонемачки” и „Североисточно-средњонемачки”. Све у свему, ово потврђује слику традиционалне дијалектологије да на југу постоји прелазно подручје у горњоњемачки, а на сјеверу прелазно подручје на доњењемачки, док је „чисти средњоњемачки“ средњи део горњосасконског дијалекта тежак. на смислен начин поделити.